# Ланжелан, Жорж
Жо́рж Ланжела́н (фр. George Langelaan; 19 января 1908, Париж — 9 февраля 1972, Булонь-Бийанкур) — французский и британский писатель. Известен как автор научно-фантастического рассказа «Муха», дважды экранизированного (в 1958 и 1986 годах).

## Биография
Родился в Париже, в семье англичанина голландского происхождения и француженки. Его родным языком был французский.
После оккупации Франции Ланжелан бежал в Англию. Там он поступил на военную службу, в Управление специальных операций, занимавшееся разведывательной деятельностью. 7 сентября 1941 года его с парашютом сбросили на оккупированную территорию Франции, с заданием вступить в контакт с бойцами французского Сопротивления. 6 октября он был схвачен гитлеровцами, помещён под стражу в концлагерь Мозак и приговорён к смертной казни. 16 июля 1942 года ему удалось бежать и вернуться в Англию. Позднее он принял участие в высадке в Нормандии. После войны он был награждён французским Военным крестом.
Согласно книге его воспоминаний, перед заброской во Францию ему пришлось подвергнуться пластической операции: его уши имели необычайно большой размер и служили особой приметой.
После войны Ланжелан вернулся в Париж, но до конца жизни оставался подданным британской короны.

## Творчество
Большинство произведений Ланжелана были написаны и изданы на французском языке. В их числе сборник рассказов «Тринадцать привидений» (фр. Treize fantômes), различные научно-фантастические рассказы (экранизированные во Франции), мемуары и научный труд по истории промышленной разведки, «Новые паразиты» (фр. Les nouveaux parasites).

## «Муха»
Прославивший Ланжелана рассказ «Муха» (англ. The Fly) был написан на английском языке и опубликован в 1957 году, в июньском выпуске журнала Playboy.
Сразу после выхода рассказ привлёк к себе внимание критиков и читателей, и в 1958 был экранизирован режиссёром Куртом Нойманном. В 1986 году Дэвид Кроненберг снял ремейк фильма.

## Экранизации
- «Муха (1958)»
- «Возвращение мухи» (1959)
- «Странное чудо» (1962) (сериал «Альфред Хичкок представляет…»).
- «Проклятие мухи» (1965)
- «Рука Боргуса Уимса» (1971) (сериал «Ночь в картинной галерее»)
- «Гиперион» (1975)
- «Коллекционер мозгов» (1976)
- «Муха» (1986)
- «Муха 2» (1989)